# 木材塑膠複合材

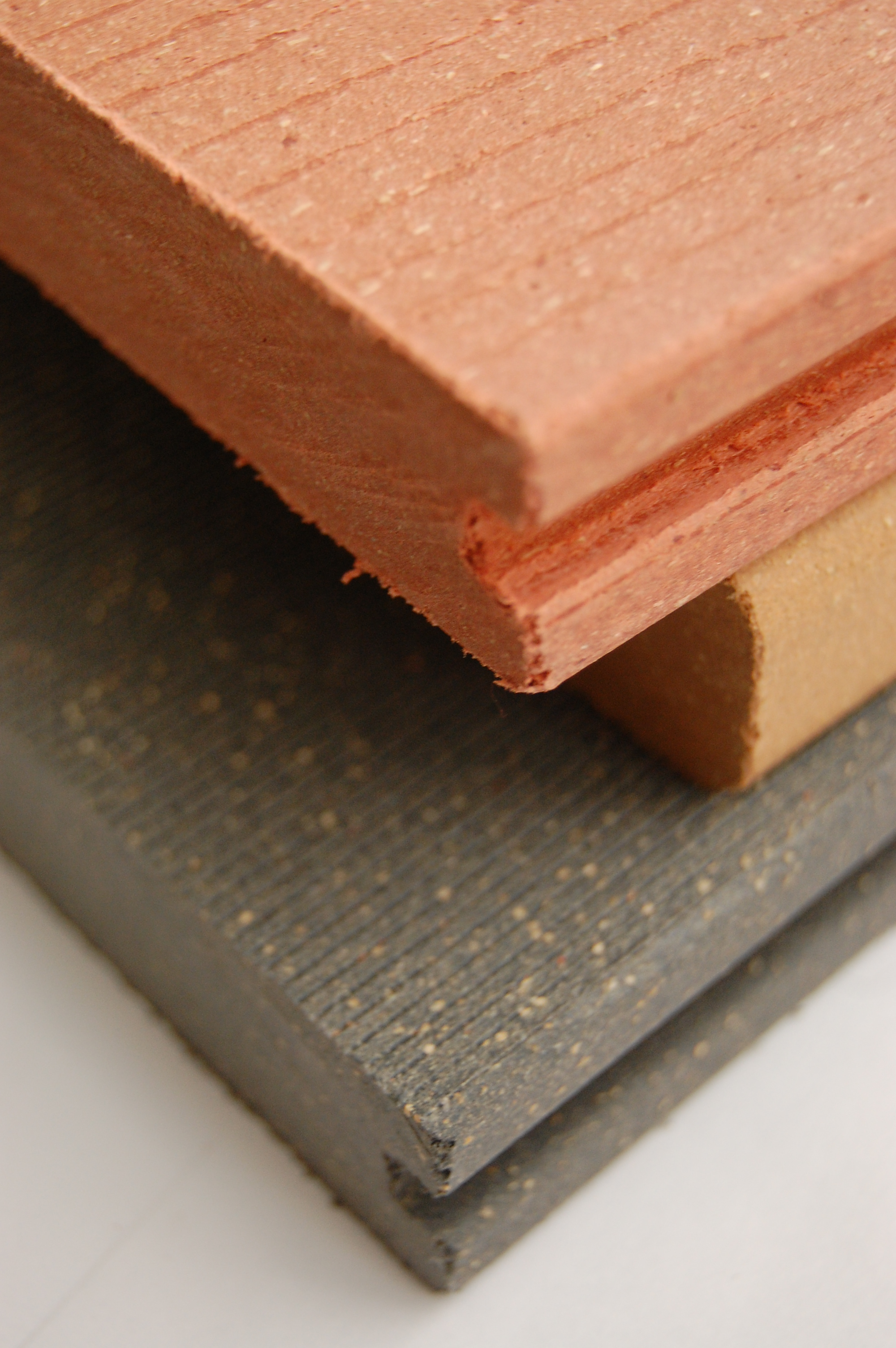
木材塑膠複合材

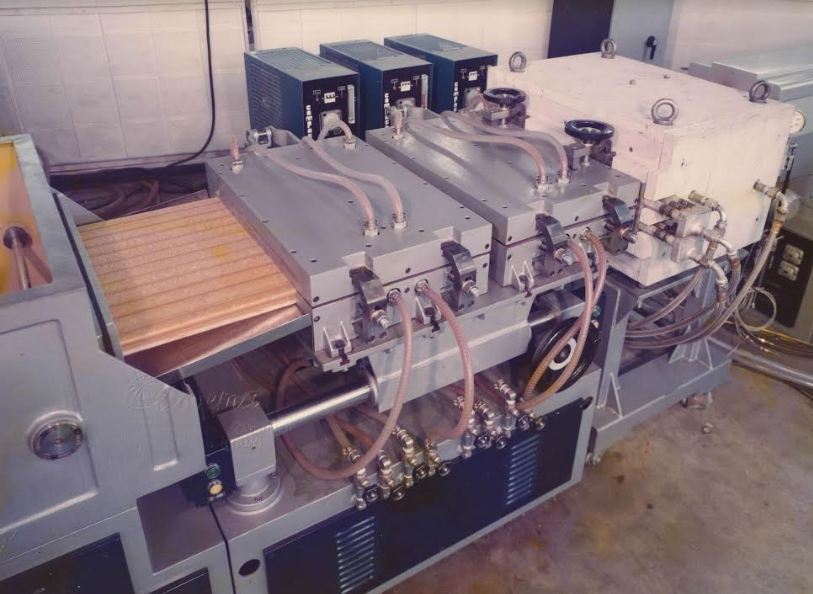
第一條生產塑木的擠出生產線

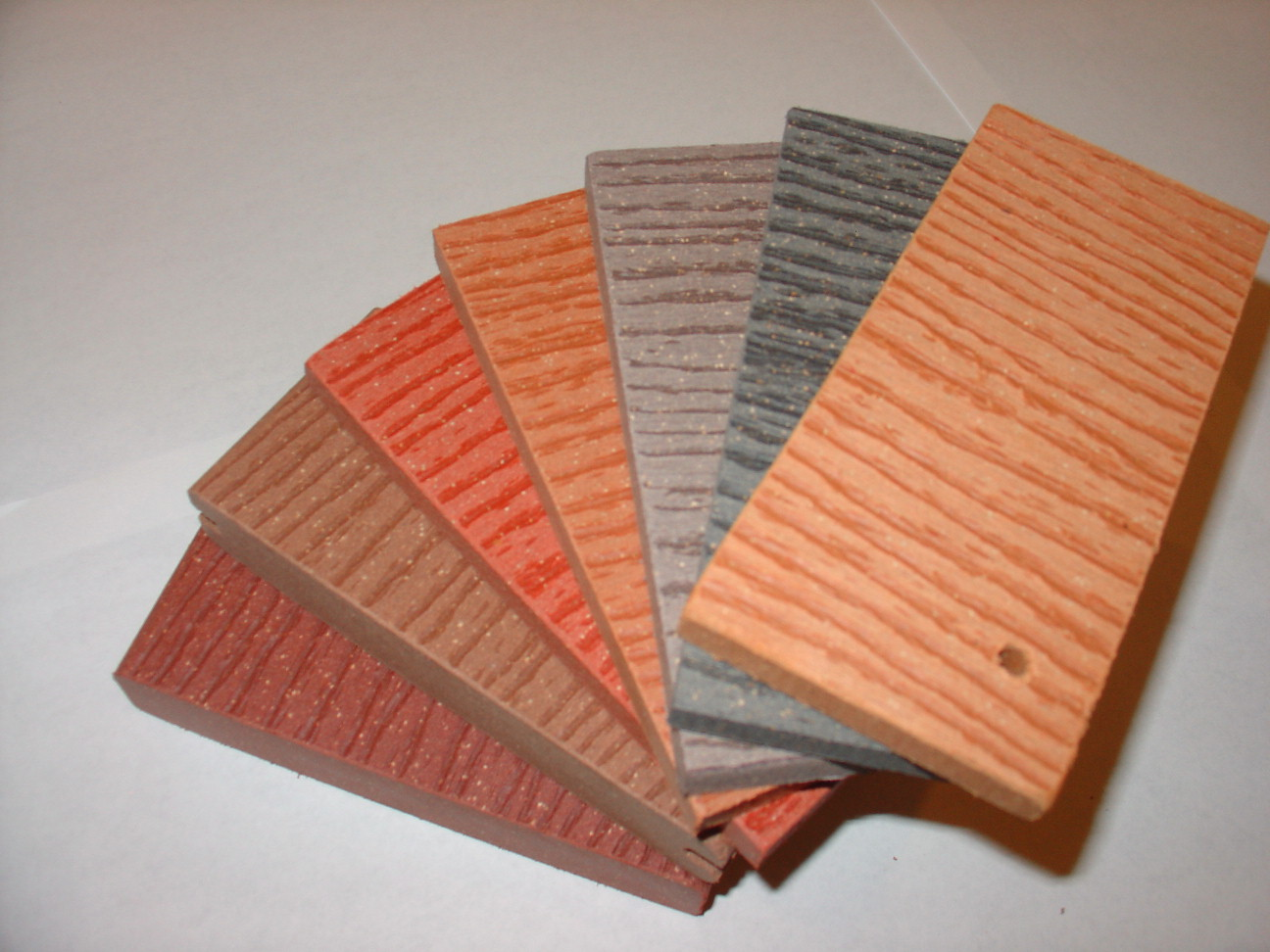
多種木塑複合材料

木材塑膠複合材 (WPCs)，是由木纖維/木粉和熱塑性塑膠（例如聚乙烯(PE)、聚丙烯(PP)、聚氯乙烯(PVC) 或聚乳酸(PLA)）製成的複合材料。
除了木纖維和塑膠外，WPC 還可以包含其他木質纖維素和/或無機填充材料。 WPC 屬於天然纖維塑膠複合材料這一大類材料，這類材料可能不含纖維素基纖維填料，例如紙漿纖維、花生殼、咖啡殼、竹子、稻草、沼渣等。
化學添加劑使聚合物和木粉（粉末）融合，同時促進最佳加工條件。

## 歷史
發明並申請專利生產木塑複合材料 (WPC) 工藝的公司是米蘭的科維瑪 (Covema)，由特拉尼 (Terragni) 兄弟（迪諾 ( Dino)和馬可 (Marco )）於 1960 年創立。科維瑪以塑木 (Plastic-Wood) 為商標生產木塑複合材料 (WPC )。 塑木發明幾年後，聖喬治 (Icma San Giorgio) 公司申請了首個將木纖維/木粉添加到熱塑性塑料 (WPC) 中的工藝專利。

## 用途
WPC 有時也稱為複合木材，相對於天然木材作為建築材料的悠久歷史，它仍然是一種新材料。 WPC 在北美最廣泛的用途是戶外甲板地板，但它也用於欄桿、柵欄、景觀木材、覆層和壁板、公園長椅、裝飾線條和邊飾、以 Woodpecker WPC 為商標的預製房屋 、門窗框架以及室內家具。 WPC於 20 世紀 90 年代初首次進入露台市場。製造商聲稱，與防腐實木或抗腐實木相比，WPC 更環保，維護需求更少。這些材料可以模製，也可以不模製，有或沒有仿木紋細節。

## 生產
WPC 是將磨碎的木顆粒和加熱的熱塑性樹脂充分混合而製成的。最常見的生產方法是將材料擠壓成所需的形狀，儘管也可以使用射出成型。 WPC 可由原生或再生熱塑性塑膠製成，包括高密度聚乙烯(HDPE)、低密度聚乙烯(LDPE)、聚氯乙烯(PVC)、聚丙烯(PP)、丙烯腈丁二烯苯乙烯(ABS)、聚苯乙烯(PS) 和聚乳酸(PLA)。迄今為止，基於 PE 的 WPC 是最常見的。著色劑、偶聯劑、紫外線穩定劑、發泡劑、發泡劑和潤滑劑等添加劑有助於根據目標應用領域客製化最終產品。擠壓 WPC 可形成實心和空心型材。還可以生產各種各樣的注塑成型零件，從汽車門板到手機蓋。
在一些生產設施中，各種成分在造粒擠出機中混合和加工，從而生產新材料的顆粒。然後，這些顆粒被重新熔化並成型為最終形狀。其他製造商則透過混合和擠出一步來完成成品零件。
由於添加了有機材料，WPC 在擠出和注塑成型過程中的加工溫度通常遠低於傳統塑膠。 WPC 的加工溫度往往比相同的未填充材料低約28 °C（50 °F）。大多數 WPC 在204 °C（400 °F）左右就會開始燃燒。 在過高的溫度下加工 WPC 會增加剪切風險，或者由於在註塑成型過程中將過熱的材料推過過小的澆口而導致燃燒和變色。複合材料中木材與塑膠的比例將最終決定 WPC 的熔體流動指數 (MFI)，木材含量越大，MFI 通常越低。

## 優點和缺點
WPC 不會腐蝕，並且具有很強的抗腐爛、腐蝕和海洋蛀蟲侵蝕的能力，儘管它們會將水分吸收到材料內部的木纖維中。 具有親水性基質（如 PLA）的 WFC 吸水性更明顯，也會導致機械剛度和強度下降。乙醯化處理可以提高在潮濕環境下的機械性質。WPC 具有良好的可加工性，可以使用傳統的木工工具進行成型。 WPC 通常被認為是一種永續材料，因為它們可以使用再生塑膠和木材工業的廢品來製造。雖然這些材料延續了用過和丟棄的材料的使用壽命，但它們本身也有相當長的半衰期；添加的聚合物和黏合劑使 WPC 在使用後難以再次回收。然而，它們可以很容易地在新的 WPC 中回收利用，就像混凝土一樣。與木材相比，一個優點是這種材料能夠模製成幾乎任何所需的形狀。 WPC 構件可以彎曲和固定，以形成強大的拱形曲線。這些材料的另一個主要賣點是無需油漆。它們有多種顏色，但廣泛使用的灰色和土色調。儘管纖維素含量高達 70%（儘管 50/50 更常見），WPC 的機械行為與純聚合物最相似。純聚合物在聚合過程中不添加溶劑。這意味著 WPC 的強度和剛度低於木材，並且它們的行為與時間和溫度有關。木材顆粒容易受到真菌侵蝕，儘管不像實木那麼嚴重，聚合物成分易受紫外線降解。凍融循環可能會降低強度和剛度，儘管該領域的測試仍在進行中。有些 WPC 配方對各種藥劑的染色很敏感。

## WPC夾心板
WPC 板表現出良好的性能，但整體複合板材相對較重（通常比純塑膠重），這限制了它們在輕量化要求不高的應用中的使用。夾芯結構材料形式的 WPC 可以將傳統木質聚合物複合材料的優點與夾層板技術的輕質性結合。 WPC 夾層板由木質聚合物複合材料表皮和通常為低密度的聚合物芯組成，這可以非常有效地提高面板的剛度。 WPC 夾層板主要用於汽車、運輸和建築應用，但家具應用也正在開發中。[ 23 ]與傳統塑膠板材或整體式 WPC 板相比，新型高效且通常為線上整合的生產流程可以以更低的成本生產出更堅固、更堅硬的 WPC 夾層板。 New efficient and often in-line integrated production processes allow to produce stronger and stiffer WPC sandwich boards at lower costs compared to traditional plastic sheets or monolithic WPC panels.

## 問題

### 環境影響
木塑複合材料的環境影響直接受到可再生材料與不可再生材料比例的影響。常用的石油基聚合物對環境有負面影響，因為它們依賴不可再生原料，而且塑膠本身不可生物降解。

### 火災隱患
WPC 配方中通常使用的塑膠比單純的木材具有更高的火災危險性，因為塑膠的化學燃燒熱更高，而且容易熔化。由於複合材料中包含塑料，WPC 的火災危險性可能高於木材。一些法規官員越來越關注 WPC 的防火性能。

## 外部連結
- 木材塑膠複合材（Wood‒plastic composites，WPC） - 國家林產技術平臺